# 우병규
우병규(禹炳奎, 1929년 11월 20일 ~ 2018년 2월 22일)는 대한민국의 정치인이다. 제12대 국회의원을 지냈다.

## 학력
- 완월공립심상소학교 졸업
- 창신학교 졸업
- 마산공립상업학교 졸업
- 서울대학교 문리과대학 문학부 정치학과 학사
- 서울대학교 대학원 정치학 박사

## 경력
- 경희대학교 법정대학 부교수
- 국회 전문위원, 국회사무차장
- 청와대 정무수석비서관]
- 국회 사무총장
- 중앙선거관리위원회 위원
- 국제미래사회연구소 대표
- 행정협회조정위원회 위원장
- 대한민국헌정회 이사

## 가족 관계
- 배우자 : 옥선옥 ( ~ 2017년 5월 3일)
  - 아들 : 우동민
    - 장손 : 우성하

  - 장녀 : 우동은
    - 첫째 사위 : 조성준

  - 차녀 : 우동희
    - 둘째 사위 : 안윤모

## 역대 선거 결과
|  | 27.36% |

|  | 24.42% |